# Greenway (Arkansas)
Greenway é uma cidade de interior  localizada no estado americano de Arkansas, no Condado de Clay.

## Demografia
Segundo o censo americano de 2000, a sua população era de 244 habitantes.
Em 2006, foi estimada uma população de 231, um decréscimo de 13 (-5.3%).

## Geografia
De acordo com o United States Census Bureau, a localidade tem uma área de 0,5 km², sem área coberta por água. Greenway localiza-se a aproximadamente 81 m acima do nível do mar.

## Localidades na vizinhança
O diagrama seguinte representa as localidades num raio de 24 km ao redor de Greenway.